# Санишвили, Николай Константинович
Николай Константинович (Санов) Санишвили (24 декабря 1902 — 26 сентября 1995) — советский и грузинский кинорежиссёр.  Народный артист Грузинской ССР (1964).

## Биография
Родился 24 декабря 1902 года в Кутаиси. В 1921—1924 годах учился на электромеханическом факультете Тбилисского государственного университета. В 1924 году окончил киношколу при Наркомпросе Грузии. С 1923 года — актёр Госкинпрома Грузии, Госкино и Востоккино в Москве.
С 1930 года — режиссёр документальной студии в Баку. С 1932 года — режиссёр Гокинпрома Грузии.
В 1936—1940 годах — режиссёр киностудии «Мосфильм». С 1940 года работал на Тбилисской киностудии (с 1953 года — «Грузия-фильм»).
Умер 26 сентября 1995 года.

### Семья
В 1939 году женился на актрисе Галине Кравченко. Дочь Карина Шмаринова (1937—2012) также стала актрисой.

## Фильмография

### Актёр
- 1925 — Кошмары прошлого
- 1925 — Тайны маяка — рыбак
- 1925 — Ценою тысяч
- 1926 — Абрек Заур — Муртаза
- 1927 — Закон гор — Долгат
- 1938 — Победа — Гудиашвили
- 1939 — Друзья встречаются вновь — Атаев

### Ассистент режиссёра
- 1939 — Минин и Пожарский
- 1940 — Суворов
- 1942 — Георгий Саакадзе (2-й режиссёр)

### Режиссёр
- 1932 — Удабно
- 1935 — Сердце гор
- 1946 — Давид Гурамишвили  (совместно с И. Туманишвили)
- 1949 — Счастливая встреча[груз.]
- 1950 — Весна в Сакене
- 1954 — Они спустились с гор
- 1956 — Заноза
- 1957 — Судьба женщины
- 1960 — Прерванная песня
- 1962 — Куклы смеются
- 1964 — Закон гор
- 1966 — Встреча в горах
- 1968 — Тревога
- 1970 — Чермен
- 1971 — Даиси
- 1972 — Четвёртый жених
- 1974 — Ночной визит
- 1975 — Птичье молоко (короткометражный)
- 1977 — Доброго здоровья, Эрмиле (новелла в киноальманахе «Цена жизни»)
- 1980 — Дом на Лесной
- 1986 — Пять тысяч за голову Мевлуда

## Награды
- 1964 — Народный артист Грузинской ССР
- 2 апреля 1966 — Орден «Знак Почёта»